# アルブロオク駅

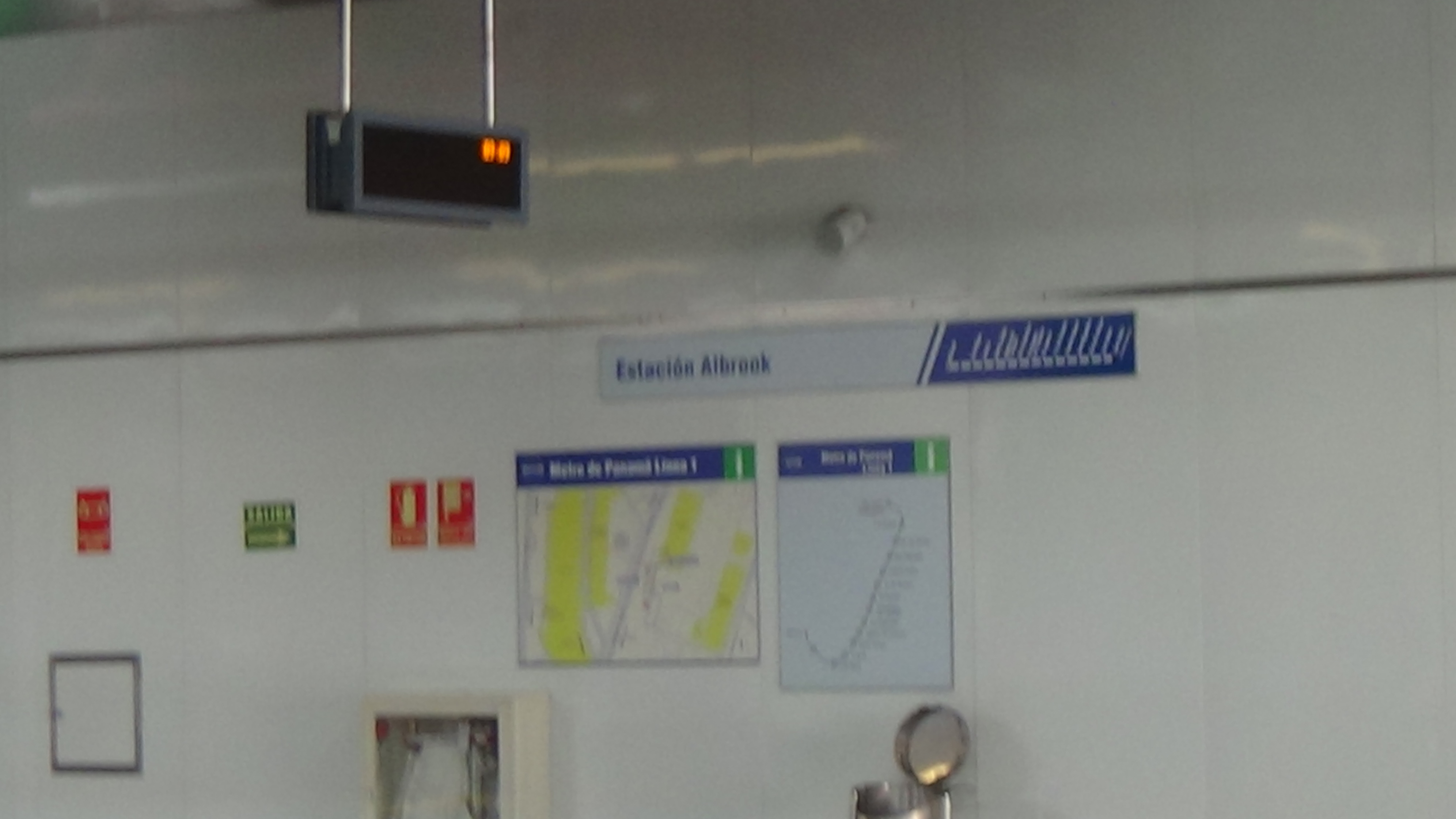
アルブロオク駅の駅名標

アルブロオク駅（アルブロオクえき、西: Estación de Albrook）は、パナマ共和国パナマ県パナマ地区アンコンアルブロオクにあるパナマ・メトロ1号線の駅である。
2016年11月現在、当駅は1号線の南端に位置している。
当駅はメトロ網における最初の12駅の内の1つであり、2014年4月5日に開業した。
当駅からは市内の主要バスターミナルおよびアルブロオク・モールへ行くことができる。またアルブロオク国際空港が当駅の近くにあり、空港駅としての役割もある。
メトロ網での当駅の利用度が営業初年度では3番目であった。